# Kostelec, Jihlava
Kostelec là một làng thuộc huyện Jihlava, vùng Vysočina, Cộng hòa Séc.